# DR-Baureihe ET 88
Die ET 1001 bis ET 1004 Breslau waren elektrische Triebwagen der Preußischen Staatseisenbahnen. Die Deutsche Reichsbahn ordnete die Fahrzeuge als ET 507 bis 510 Breslau, ab 1932 als elT 1007 bis 1010 und ab 1940 in die Baureihe ET 88 ein.

## Geschichte
Bereits 1913 erteilte die Preußische Staatsbahn den Entwicklungsauftrag für einen Triebwagen, der auf den noch zu elektrifizierenden Berliner Stadt-, Ring- und Vorortbahnen als Alternative zu den bereits vorgesehenen Treibgestellen zum Einsatz kommen sollte. Hintergrund war die aus Sparsamkeitsgründen angestrebte Weiternutzung sogenannter Stadtbahnpärchen (kurzgekuppelte dreiachsige preußische Abteilwagen) in den Zugkompositionen. Wegen des Ersten Weltkrieges konnten die ersten zwei Fahrzeuge erst 1920 fertiggestellt werden.
Im Oktober 1920 wurden die ersten beiden Triebwagen im schlesischen Bahnbetriebswerk Nieder Salzbrunn, welches später Lokbahnhof des Bw Dittersbach wurde, in Dienst gestellt und beheimatet. Im Raum Waldenburg wurden sie von dort aus versuchsweise eingesetzt. Nachdem 1921 für die Elektrifizierung der Berliner Stadt-, Ring- und Vorortbahnen ein Gleichstromsystem mit seitlicher Stromschiene favorisiert wurde, verblieben die Fahrzeuge zusammen mit den beiden Anfang 1922 gelieferten Triebwagen in Schlesien, wo sie fortan die Verbindung Nieder Salzbrunn–Halbstadt bedienten.
Im Frühjahr 1945 wurden die elektrischen Fahrzeuge der schlesischen Strecken vor der näherrückenden Kriegsfront über Böhmen evakuiert. Nach dem Ende des Zweiten Weltkrieges wurden noch drei Triebwagen 1949 durch Fahrzeugtausch in den Bestand der Deutschen Bundesbahn eingereiht, nachdem sie bis dahin im nordböhmischen Trutnov abgestellt waren. Sie wurden auf dem Abschnitt Regensburg – Landshut eingesetzt. Ein Fahrzeug ging in den Kriegswirren verloren.
Ab 1950 erhielten die Triebwagen auch eine Toilette.
Die Deutsche Bundesbahn musterte die drei verbliebenen Triebwagen als Splitterbaureihe jedoch schon gegen Ende der 1950er Jahre aus. Von den ET 88 blieb kein Triebwagen museal erhalten.

## Einsatz
In Schlesien kamen die vier Fahrzeuge fast ausschließlich auf der Strecke Nieder Salzbrunn–Halbstadt zum Einsatz und lösten ab 1921 dort die vorher eingesetzten Triebwagen der Baureihe ET 87 ab. Der Hintergrund dafür war, dass die Fahrmotoren des ET 87 dem anspruchsvollen Fahrprofil nicht gewachsen waren und deshalb zur Überhitzung neigten. Allerdings hatten die ET 88 nur einen Führerstand und da auch 1918 mit der Gründung der Tschechoslowakei der grenzüberschreitende Verkehr stark zurückgegangen war und die Tschechoslowakischen Staatsbahnen ČSD für die Benutzung ihres Streckenabschnittes eine hohe Gebühr für jeden Achskilometer verlangte, war der Betrieb von zwei Triebwagen mit dazwischen gekuppelten Stadtbahnwagen extrem unwirtschaftlich. Deshalb erfolgte  1925 der Einbau eines zweiten Führerstandes in drei Triebwagen, damit im Grenzbahnhof Friedland die Bei- und Steuerwagen zurückbleiben konnten. Der 510/el 1010 erhielt 1932 ebenfalls einen zweiten Führerstand. Markant waren die ab 1930 an den Frontseiten nachgerüsteten Kühlluftansauger. 
Anfang der dreißiger Jahre gelangten noch sechs Triebwagen der Lichterfelder Vorortbahn nach Schlesien, die für den Einsatz in der Zugkomposition mit dem ET 88 zu Steuer- und Beiwagen umgebaut wurden. Die nunmehr nicht mehr benötigten dreiachsigen Stadtbahnwagen konnten dem allgemeinen Verkehr zur Verfügung gestellt werden.